# Herbert Karlsson
Pour les articles homonymes, voir Karlsson.
Herbert Carlsson ou Carlsson, connu aussi sous le nom de Murren Karlsson (né le 9 août 1896 à Göteborg en Suède et mort dans la même ville le 12 octobre 1952), est un joueur international de football suédois.